# Vakio
Albums de Panasonic
— Kulma
(1997)
Vakio est le premier album du groupe finlandais de musique électronique Pan Sonic, fondé en 1993. L'album est publié en septembre 1995 par le label anglais Blast First, un sous-label de Mute Records. Le titre finnois signifie "norme".
En 2017, le site Pitchfork inclut cet album dans sa liste des "50 meilleurs albums IDM de tous les temps".

## Production
Les quinze pistes de cet album, selon la notice accompagnant le CD, ont été enregistrées en live sur de l'équipement analogique. Le groupe utilise des instruments originaux conçus par Jari Lehtinen. Le critique Philip Sherburne décrit ces instruments comme «des mastodontes soudés à la main qui crépitent de courants électriques et semblent respirer du feu», donnant une texture sonore particulière aux pulsations techno constituant la base rythmique des morceaux.
Un clip vidéo pour le morceau Urania est réalisé par Brian Griffin,. Il s'agit d'un montage rythmé d'images en noir et blanc, mettant en scène des vues urbaines, des formes d'onde, des plans rapprochés des trois musiciens, et la déambulation d'un chien portant une collerette.

## Liste des morceaux
| 1.  | Alku        | 2:29 |
| 2.  | Radiokemia  | 6:02 |
| 3.  | Hetken      | 0:48 |
| 4.  | Vaihe       | 5:18 |
| 5.  | Urania      | 4:34 |
| 6.  | Graf        | 3:26 |
| 7.  | Hapatus     | 7:17 |
| 8.  | Paine       | 1:25 |
| 9.  | Tela        | 4:03 |
| 10. | Virhe       | 1:16 |
| 11. | Reso        | 3:34 |
| 12. | Vaihe (Fön) | 4:48 |
| 13. | Kaasu       | 7:27 |
| 14. | CSG-Sonic   | 3:41 |
| 15. | Sähkötin    | 8:03 |